# 차황초등학교
차황초등학교는 대한민국 경상남도 산청군 차황면 장위리에 있는 공립 초등학교이다.

## 학교 연혁
- 1931년 9월 6일 차황공립보통학교(4년제) 개교설립인가 7월 4일
- 1937년 3월 21일 6년제로 개편
- 1938년 4월 1일 차황공립심상소학교로 개칭[1]
- 1941년 4월 1일 차황공립국민학교 개칭[2]
- 1950년 4월 1일 차황국민학교로 교명 변경[3]
- 1981년 2월 19일 병설유치원 개원
- 1991년 3월 1일 황매분교장 본교 관할
- 1994년 3월 1일 금호국민학교 통합
- 1996년 3월 1일 차황초등학교로 개칭[4]
- 1999년 3월 1일 황매분교장 통합
- 2019년 9월 1일 제25대 이주일 교장 부임
- 2020년 2월 14일 제87회 졸업식(4,363명)

## 학교 상징
- 교화 - 개나리 : 신중한 말과 행동 검소하고 소박한 생활 은근하고 끈기있는 정신
- 교목 - 은행나무 : 튼튼한 몸과 강인한 정신 어려움을 이겨내는 끈기 높은 이상과 넓은 마음

## 참고 자료
- 차황초등학교 - 한국교육학술정보원 학교알리미